# 阿让托奈
阿让托奈（法語：Argentonnay，法語發音：[aʁʒɑ̃tɔnɛ]）是法国德塞夫勒省的一个市镇，属于布雷叙尔区。该市镇于2016年由原市镇阿让通莱瓦莱、勒布勒伊苏萨让通、拉沙佩勒戈丹、拉库德尔、穆捷苏萨让通和于尔科合并而成。

## 地理
阿让托奈（46°59'8"N, 0°26'54"W）面积117.04 平方千米，位于法国新阿基坦大区德塞夫勒省，该省份为法国西部内陆省份，北起曼恩-卢瓦尔省，西接旺代省，南至夏朗德省和滨海夏朗德省，东临维埃纳省。
与阿让托奈接壤的市镇（或旧市镇、城区）包括：热讷通、瓦勒昂维涅、圖阿爾、库隆日图阿尔赛、布雷敘爾、圣欧班迪普兰、武尔芒坦、圣莫里斯-埃蒂松。
阿让托奈的时区为UTC+01:00、UTC+02:00（夏令时）。

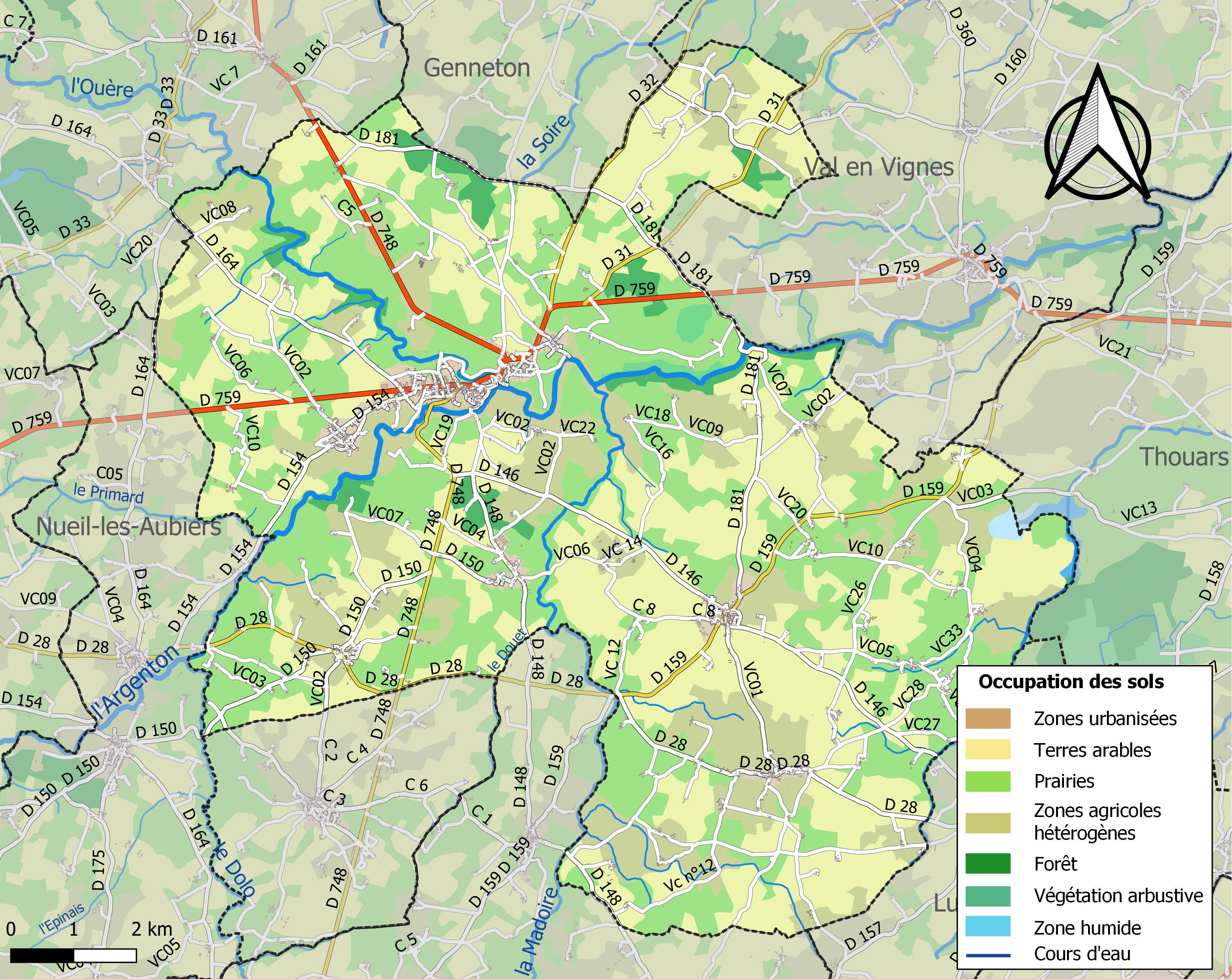
阿让托奈的OSM定位图

## 行政
阿让托奈的邮政编码为79150，INSEE市镇编码为79013。

## 政治
阿让托奈所属的省级选区为莫莱翁县。

## 人口
阿让托奈于2022年1月1日时的人口数量为3229人。